# 王傅 (嘉靖進士)
王傅（1493年—？），字道宗，别號澗泉，河南卫官籍，陕西高陵縣人，明朝政治人物，嘉靖癸未進士。

## 生平
嘉靖元年（1522年）壬午科河南鄉試第五十名舉人，嘉靖二年（1523年）聯捷癸未科進士，初授山西陽城縣知縣，升户部主事，以事贬蘇州府通判。升南京刑部员外、刑部浙江司郎中，出為山西潞安府知府，僅一年補山東莱州府知府，升山東按察司副使。

## 著作
嘉靖二十四年（1545年）书《皇明诰封方城镇国太夫人赵氏墓志铭》和篆《明故亚中大夫四川布政司右参政陈龙岗先生墓志铭》署“赐进士第中宪大夫山东按察司副使前南京刑部郎中涧泉王傅”，嘉靖三十二年(1553年)撰写《明故亚中大夫四川布政司右参政陈公配孺人王氏墓志铭》署“赐进士第中宪大夫山东按察司副使前刑部浙江清吏司郎中同郡涧泉王傅撰”。

## 家族
本姓楊，其先陕西高陵人，高祖楊從善，元末避亂南遷，乃杖劎從戎，隸戍河南衛中所，遂籍于洛陽。曾祖楊成。祖楊忠，從高皇帝起義兵，屢随大将征討，以功授本所百户。先因報功間誤以楊為王，即遂姓焉。
父王昭，字彦明，襲百户，贈南京刑部郎中。母孫氏，贈宜人。継母孫氏，封宜人。生三子：俊、傅、佶。兄俊，百户；弟佶。娶吴氏，継娶孫氏、吉氏。有子陽生、潞生、萊生、洛生。王陽生（1526年-1564年），號禹濱，嘉靖二十八年己酉科舉人。